# Кодекс Рамірес

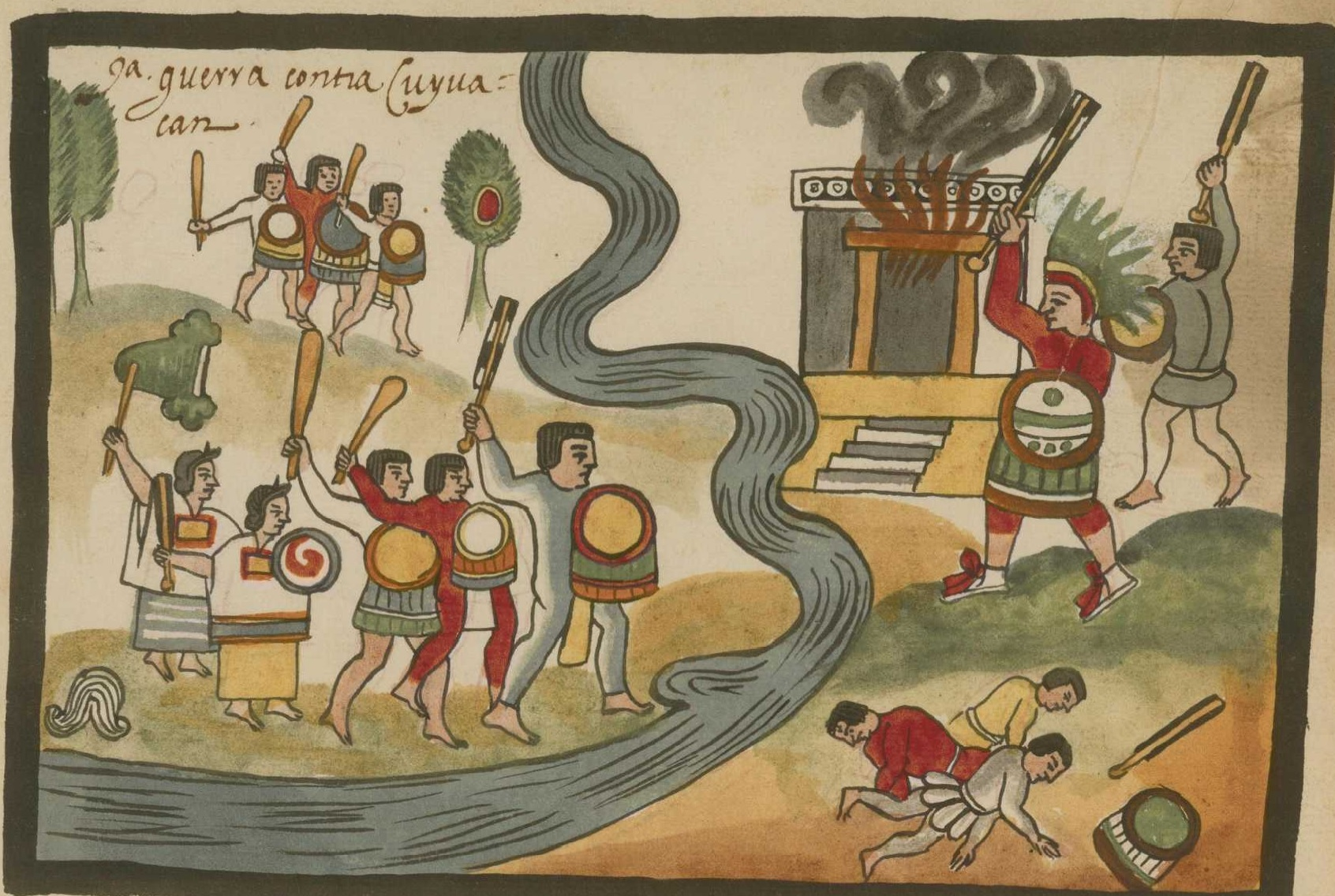
Кодекс Рамірес

Кодекс Рамірес (Códice Ramírez) — один з ацтекських кодексів, створений в перші десятиріччя колоніального періоду. Отримав назву на честь мексиканського історика Хосе Фернандо Раміреса. Інша назва «Кодекс Товара». Натепер зберігається Національній бібліотеці антопрополії і історії (Мехіко) та бібліотеці Джона Картера Брауна (США).

## Історія
У 1572–1585 роках створено на замовлення іспанського короля Філіппа II та за відповідним дорученням віце-короля Нової Іспанії Мартина Енрікеса де Альманси групою істориків й перекладачів на чолі із єзуїтом Хуаном де Товаром з Тескоко. Частково є перекладом традиційних ацтекских кодексів. Після цього зберігався у бібліотеці Сан-Франциско у Мехіко. Став основою для кодексу Дурана і кодексу Акости. У 1847 році опубліковано як доповнення до «Мексиканської хроніки» Ернандо де Альварадо Тезозомока.
У 1856 році копія частини кодексу Товара було виявлено Х. Ф. Раміресом у монастирі Сан-Франциско. У 1975 році опубліковано як окремий документ.
Кодекс Товара зберігається у бібліотеці Джона Картера Брауна, кодекс Раміреса — у Національній бібліотеці антопрополії і історії.

## Опис
Являє собою два рукописних варіанти одного тексту: кодекс Раміреса і кодекс Товара. Перший становить 3 розділи у 269 аркушах, написано двома стовпчиками, справа наліво піктографічним письмом. Останній складається з 3 окремих частин.
Документ надзвичайно важкий для розуміння: в ньому багато нерозбірливих місць, що виникли почасти через помилок у транскрипції, почасти через використання застарілих виразів і багато в чому через заплутаний і поганий складу, а також частково і через неправильну і грубу орфографію.

## Зміст
Кодекс Раміреса розповідає створення всесвіту, перших людях, потім про подорож ацтеків з області Ацтлан до Мексиканської долини й заснування Теночтітлана. Перебування їх у Тулі, яку було залишено у 1168 році, подорож до Коатепека, перебування у Чапультепекі. Також представлено міфічну розповідь про народження вождя-жерця Уїцилопочтлі та його смерть. Інтерес для дослідження представлять відомості про тлатоані Акамапічтлі та Уіціліуітля (перший розділ — «Походження індіанців, що проживають у Новій Іспанії, у відповідності з їх розповідями»). В ньому згадані племена тепанеки, тлашкаланці, шочімілько, чалько, колуа, тлаліука, мешіка. Надається пояснення назви мешіка — від імені першого вождя-жерця Меші.
Другий розділ Кодексу Раміреса присвячено релігійній практиці корінних народів Мексики.
Третій розділ надає окремі відомості з володарювання великого тлатоані Монтесуми II й часів іспанського завоювання ацтеків.
Інший варіант — кодекс Товара — розповідає про ацтекські церемонії, ацтекських богів, володарів-тлатоані. В першій розповідається історія ацтеків від їхньої подорожі з Ацтлана до падіння Теночтітлана; друга — представляє ілюстровану історію ацтеків; третя має назву «Трактат про обряди і церемонії в їх поганських богів, що існували в Новій Іспанії», представлено священний календар у відношенні до християнського календаря.
На відміну від варіанта Раміреса, варіант Товара більш послідовно викладає події.